# Dordogne limousine
La Dordogne limousine est un pays traditionnel de France situé à l'ouest du Massif central. Elle occupe la partie sud du département de la Corrèze et correspond à l'extrémité méridionale de l'ancienne province du Limousin.

## Géographie

### Situation

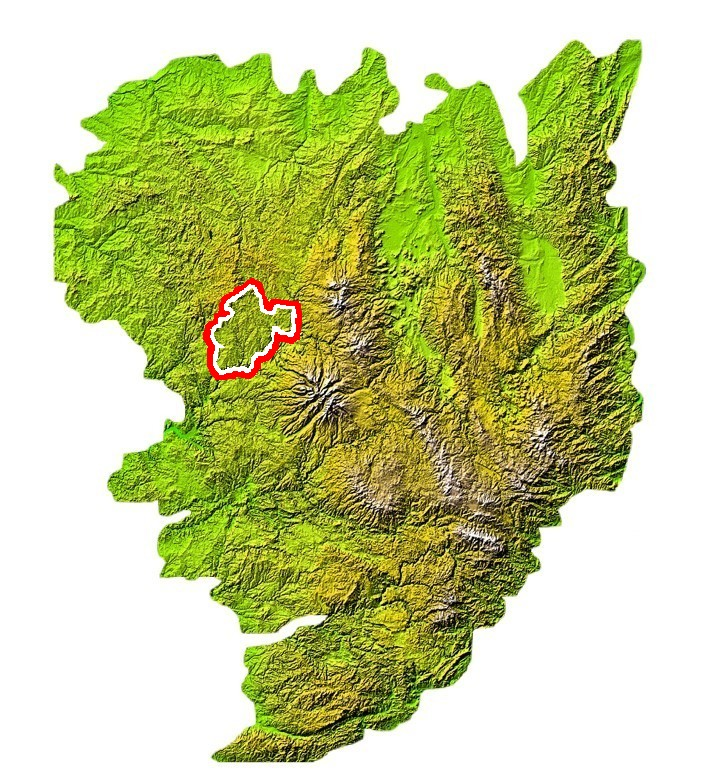
Localisation de la Dordogne limousine au sein du Massif central.

Cette région est située à l'est de la ville d'Égletons. Les régions naturelles voisines sont au nord les Monédières et le  Pays d'Ussel, à l’est l’Artense et le Mauriacois, au sud la Xaintrie et à l’ouest  le Pays de Tulle.

### Sous Pays
Au sein même de la Dordogne limousine on distingue trois sous pays principaux :
- Le Pays de Meymac
- Le Pays de Ventadour
- les Gorges de la Dordogne